# منطقه داخله–وادی‌الذهب
داخله وادی الذهب (به فرانسوی: Dakhla-Oued Ed-Dahab) یک منطقه در مراکش است. داخله وادی الذهب ۱۴۲٬۸۶۵ کیلومتر مربع مساحت و ۱۴۲٬۹۵۵ نفر جمعیت دارد.